# Keelara, Kunigal
Keelara là một làng thuộc tehsil Kunigal, huyện Tumkur, bang Karnataka, Ấn Độ.